# المخلب الحديدي (فلم)
المخلب الحديدي (بالإنجليزية: The Iron Claw) هو فيلم درامي رياضي لعام 2023 من تأليف وإخراج شون دوركين. استنادًا إلى حياة المصارع المحترف كيفن فون إريك وعائلة فون إريك، الفيلم من بطولة زاك إيفرون، وجيريمي ألين وايت، وهاريس ديكنسون، ومورا تيرني، وهولت مكالاني، وليلي جيمس.
تم عرض الفيلم لأول مرة في مسرح تكساس في دالاس في 8 نوفمبر 2023. وتم إصداره في الولايات المتحدة بواسطة إيه 24 في 22 ديسمبر 2023، وبواسطة ليونزجات في المملكة المتحدة في 9 فبراير 2024. تم اختياره كواحد من أفضل 10 أفلام. أفلام عام 2023 من قبل المجلس الوطني للمراجعة، تلقى الفيلم إشادة من النقاد، مع الثناء على ثقله العاطفي، وأداء الممثلين، وتصوير مصارعة المحترفين. لقد حقق 38 مليون دولار في جميع أنحاء العالم.

## الطاقم
- زاك إيفرون في دور كيفن فون إريك
- جيريمي ألين وايت في دور كيري فون إريك
- هاريس ديكنسون في دور ديفيد فون إريك
- مورا تيرني في دور دوريس فون إريك
- ستانلي سيمونز في دور مايك فون إريك
- هولت ماكالاني في دور فريتز فون إريك
- ليلي جيمس في دور بام أدكيسون
- مايكل هارني في دور بيل ميرسر
- ماكسويل جاكوب فريدمان في دور لانس فون إريك
- برادي بيرس في دور مايكل هايز
- آرون دين أيزنبرغ في دور ريك فلير
- كيفن أنطون في دور هارلي ريس
- كازي لويس سيريجينو في دور بروزر برودي
- شافو غيريرو جونيور بدور إدوارد "الشيخ" فرحات
- ريان نيميث في دور جينو هيرنانديز
- سكوت إينيس في دور مذيع الحلقة